# Rino Di Fraia
Rino Di Fraia (Sestri Levante, 20 febbraio 1932 – Sestri Levante, 7 dicembre 2010) è stato un calciatore italiano.
È scomparso nel 2010 all'età di 78 anni a seguito di un intervento chirurgico al cuore

## Caratteristiche tecniche
Nasce come ala sinistra; tuttavia è spesso impiegato anche come mezzala sinistra. Durante la sua militanza nel Piacenza e sul finire di carriera ha arretrato il suo raggio d'azione, giocando anche come mediano sinistro.

## Carriera
Cresciuto nel settore giovanile del Sestri Levante, nella stagione 1951-1952 esordisce in Serie C con la maglia del Rapallo. Nel febbraio del 1952 sostiene un provino con la Lazio, e viene ingaggiato dalla formazione capitolina per la stagione 1952-1953. Esordisce in Serie A il 12 ottobre 1952 in Lazio-Napoli 2-1, e a fine stagione totalizza in tutto 3 presenze, tra cui quella nel derby contro la Roma del 22 marzo 1953. Viene inoltre impiegato nella formazione riserve, con cui vince il campionato.
Nel 1953 ridiscende in Serie C giocando per una stagione nella Carrarese, poi passa alla Sambenedettese con cui disputa quattro campionati (di cui due di Serie B con 53 presenze e 4 reti). Nel 1958 viene acquistato dal Piacenza, neopromosso in Serie C. Milita nella formazione emiliana per tre campionati di Serie C, con due salvezze e una retrocessione in Serie D, in seguito alla quale si trasferisce allo Spezia, nell'ottobre 1961. Anche con la formazione spezzina retrocede in Serie D, giocando 27 partite con un gol, e mostrando un certo logorio fisico; posto in lista condizionata, si trasferisce alla Lavagnese, militante in Serie D. Qui gioca le sue ultime tre stagioni prima del ritiro dal calcio giocato.

## Palmarès

### Club

#### Competizioni nazionali
- Campionato Riserve: 1

Lazio: 1952-1953
- Serie C: 1

Sambenedettese: 1955-1956